# Andreas Schleicher

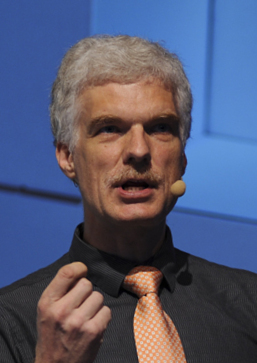
Schleicher em 2013.

Andreas Schleicher (nascido em 7 de julho de 1964) é um estatístico nascido na Alemanha, pesquisador no campo da educação. Ele é o Chefe de Divisão e Coordenador do Programa Internacional de Avaliação de Alunos da OCDE.